# Panzerzug Pierwszy Marszałek
Der Panzerzug Pierwszy Marszałek (oder auch: I Marszałek oder Marszałek, deutsch: Erster Marschall) war ein improvisierter polnischer Panzerzug aus der Zeit des Polnisch-Sowjetischen Krieges von 1919 und wurde noch im Zweiten Weltkrieg eingesetzt.

## Geschichte
Im Jahr 1919 wurde im damaligen Russland ein neuer Panzerzug gebaut und umgehend an die südliche Front gegen die polnischen Truppen eingesetzt. Nach nur kurzer Einsatzdauer wurde dieser noch namenlose Panzerzug durch die Weiße Armee unter General Anton Iwanowitsch Denikin erbeutet und mit dem Namen Panzerzug Dobrowolec (deutsch: Freiwilliger) gegen die sowjetischen Truppen eingesetzt. Ebenfalls nur kurz im Einsatz wurde der Panzerzug von den sowjetischen Truppen erneut erbeutet und lief unter dem Namen Panzerzug Imieni Szaumiana i Dżaparidze. Dieser Name lässt sich auf zwei Kommissare aus Baku, Schaumjan und Japaridse, zurückführen, welche im September 1918 von englischen Intervenierenden erschossen wurden. Neben den Namen erhielt er die Nummer 21 und lief als Bronepoyezd 21 (deutsch: Panzerzug 21).
1920 wurde dieser Panzerzug weiter gegen polnische Truppen eingesetzt. Als am 27. April 1920 die polnische Offensive gegen Kiew startete, wurde der Broniepojezd 21 in diesem Bereich eingesetzt. Dabei geriet er unter den gezielten Beschuss durch die polnische 1. Batterie des 13. Grenzland-Feldartillerieregiments. Dieses war in der Nähe des Dorfes Kotiużyńce an der Eisenbahnlinie zwischen Kosjatyn und Schmerynka in Stellung gegangen und erwartete den Panzerzug. Durch den gezielten Beschuss konnte dieser zum Stehen gebracht werden und die Besatzung bootete aus. Das polnische 50. Schützen-Infanterieregiment stürmte den Panzerzug und erbeutete diesen.

## Technische Daten

### Lokomotive
Die ursprüngliche Lokomotive war eine Dampflokomotive der russischen Baureihe OW. Diese Breitspur-Lokomotive wurde in Russland gepanzert.
Da sich der Panzerzug bis ins polnische Dęblin zurückziehen musste, wurde im Juli 1920 die Lokomotive ausgetauscht. Als neue Normalspur-Dampflokomotive wurde nun eine Preußische G 5.2 genutzt. Diese wurde im Jahr 1904 von Hanomag mit der Werksnummer 4117 produziert. Von 1904 bis 1918 war sie bei den preußischen Staatseisenbahnen mit der Betriebsnummer Danzig 4024 eingesetzt. Nach dem Ersten Weltkrieg und der Übergabe an Polen erhielt sie die Bezeichnung Ti3-2. Diese Dampflokomotive wurde in Polen vollgepanzert und ging nach der Einlagerung 1923/24 zum Bestand des Panzerzug Generał Sosnkowski über. 1928 kam sie wieder zurück zum Panzerzug Pierwszy Marszałek.
Während der Einlagerung im Winter 1923/24 wurde dem Panzerzug eine Dampflokomotive der Baureihe kkStB 73 zugeordnet. Diese wurde in Polen mit einer Vollpanzerung versehen und hatte einen großen Kommandoturm nach sowjetischer Bauart. Sie wurde 1888 bei der Lokomotivfabrik Floridsdorf mit der Werksbezeichnung Flor 667/88 hergestellt. Von 1888 bis 1905 fuhr diese Lokomotive bei den k.k. Staatsbahnen unter der Betriebsnummer 7386. Ab 1905 wurde die Betriebsnummer in 73.86 umgeändert. Nach dem Ersten Weltkrieg und der Übergabe an Polen erhielt sie die Bezeichnung Tp15-?. Die Baureihennummer hinter der Baureihenbezeichnung Tp15 konnte nicht ermittelt werden. Vorher wurde diese Dampflokomotive beim Panzerzug Groźny eingesetzt. Aktiv zum Einsatz kam sie dort jedoch nicht.

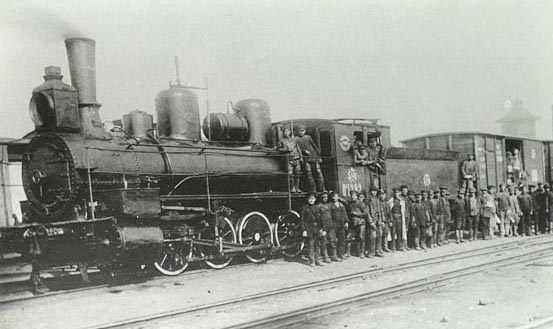
Ungepanzerte Lokomotive OW
Ungepanzerte Lokomotive Ti3
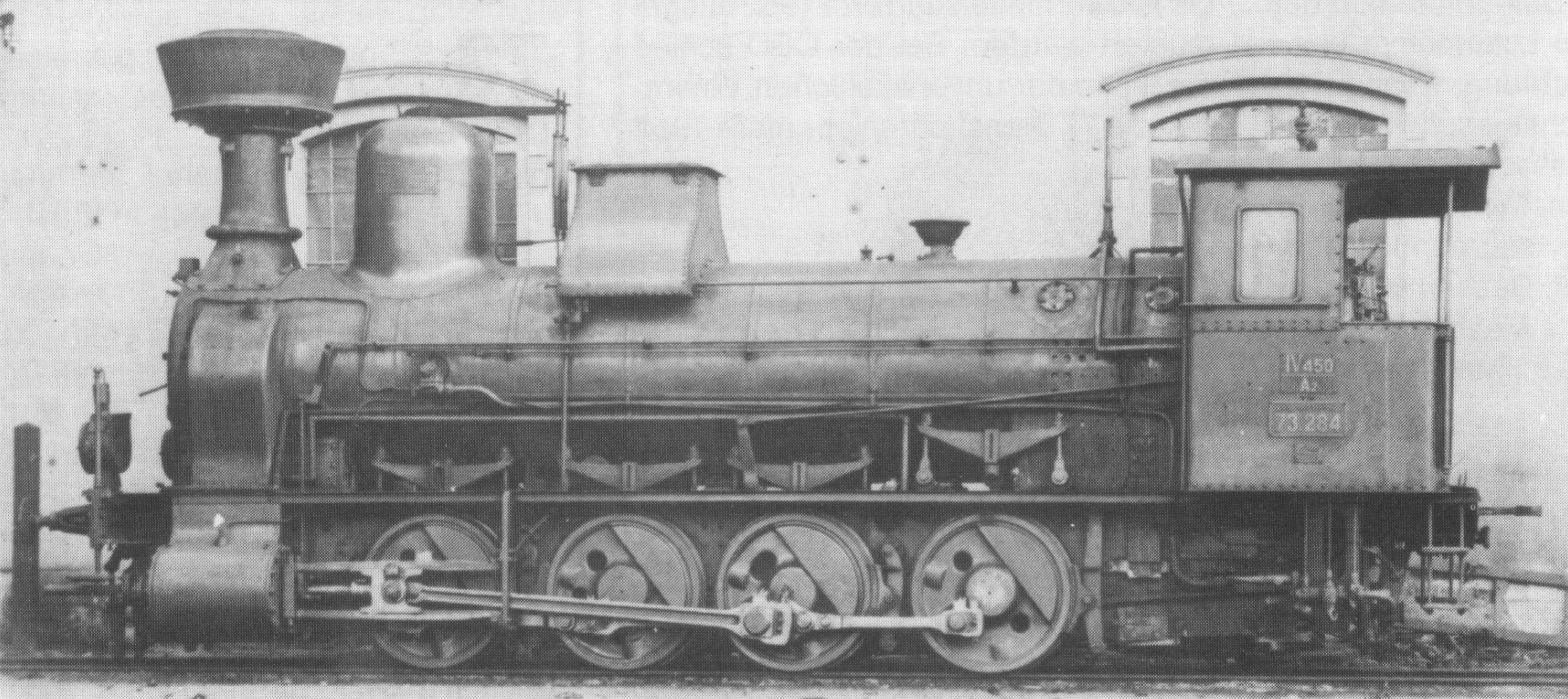
Ungepanzerte Lokomotive 73

### Artilleriewagen

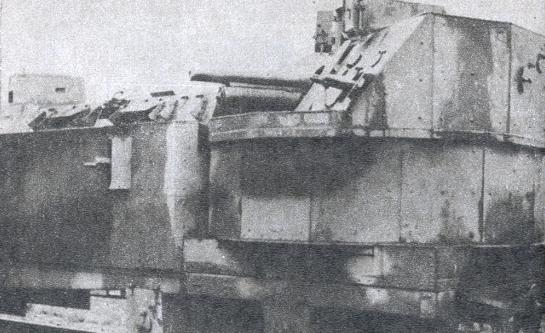
Ein Geschützturm eines der Artilleriewagen (1939)

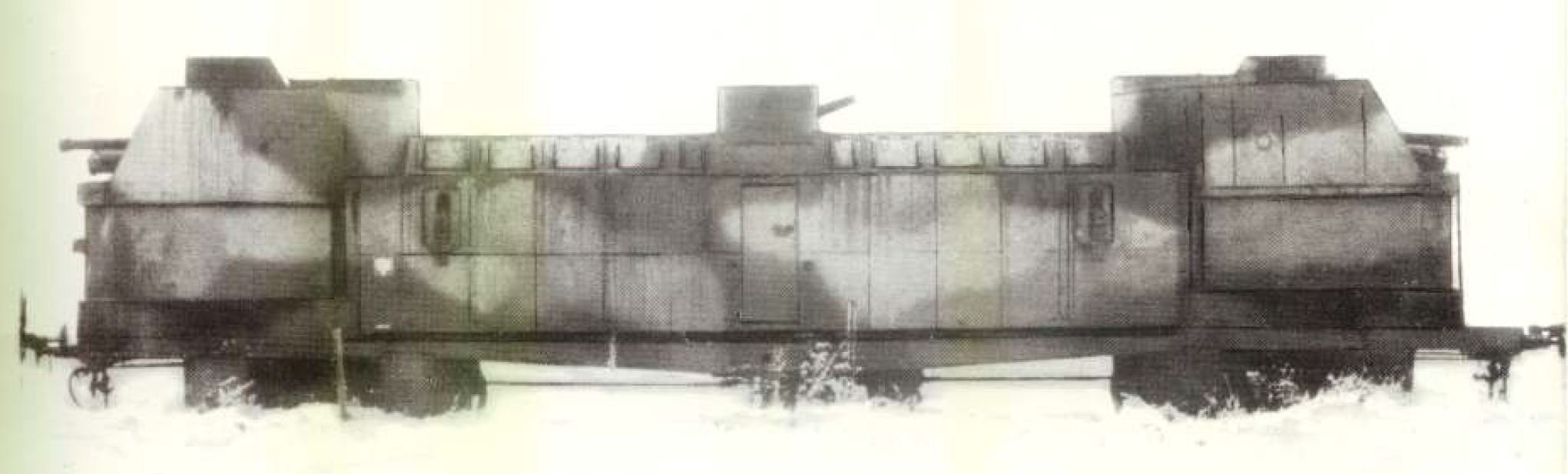
Seitenansicht des Artilleriewagen

Von Beginn bis Ende verfügte der Panzerzug Pierwszy Marszałek über die gleichen zwei Artilleriewagen. Beide waren vierachsige Wagen vom sowjetischen Typ S-30 aus dem Werk Krasnoje Sormowo in Nischni Nowgorod. Jeder Wagen verfügte 1920 über zwei 7,62-cm-Feldkanonen 1902 (Putilov) in Geschütztürmen und acht schwere 7,62-mm-Maschinengewehre (Maxim). Vier in den Seiten und je zwei in den Geschütztürmen. Nach der Modernisierung im Jahr 1930 wurden die Geschütze durch polnische 7,5-cm-Feldkanonen wz. 02/26 ausgetauscht und die Maschinengewehre durch 7,92-mm-Maschinengewehre wz. 08. Weiterhin erhielten die Wagen zur Flugabwehr einen kleinen Maschinengewehr-Geschützturm auf dem Dach mit einem Schusswinkel von maximal 90° nach oben. Der Munitionsvorrat für die Maschinengewehre wurde mit 3750 Schuss und für die Geschütze mit jeweils 120 Artilleriegranaten angegeben.
Die Panzerung bestand aus zwei schichten Stahlplatten, durchsetzt mit einer Holzschicht, welche mit Schrauben am Rahmen des Wagens befestigt wurden. Ein markantes Merkmal der beiden Wagen war das erhöhte Dach, was mit mehreren Luken ausgestattet war. Dadurch konnten sich die Soldaten aufrecht im Wagen bewegen und bei Bedarf Licht und Luft in den Wagen lassen, was die Arbeitsbedingungen deutlich verbesserte. Den einzigen Zugang zum Wagen war durch jeweils eine Tür in der Mitte der Seiten möglich. Die Besatzung eines Wagens bestand aus 35 Soldaten.

### Sturmwagen

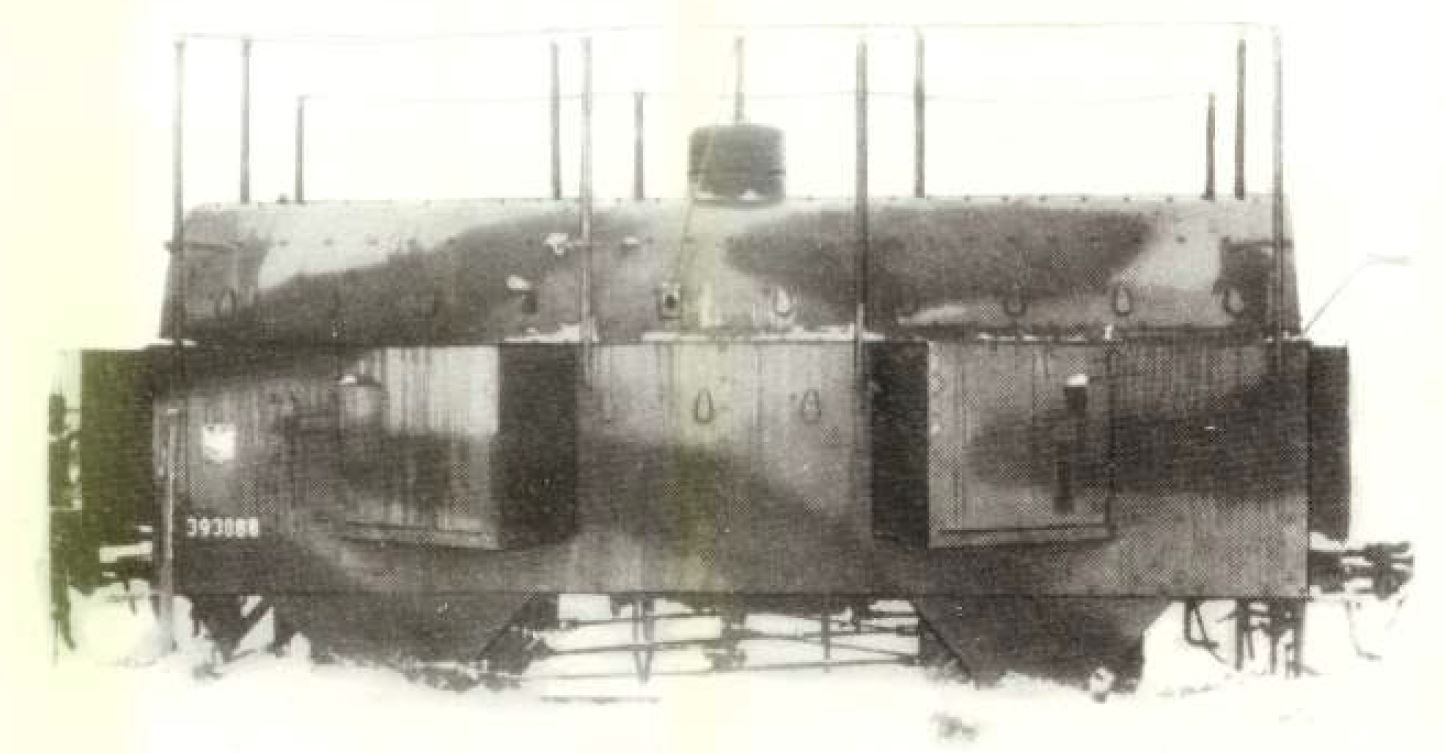
Sturmwagen mit Rahmenantenne

Der Sturmwagen des Panzerzuges, welcher erst ab 1930 dem Panzerzug zugeteilt wurde, war für den Transport des Infanterie-Sturmzuges vorgesehen. Dies war ein zweiachsiger, ehemaliger österreich-ungarischer Sturmwagen mit der Seriennummer 393 088. Zu Beginn war der Wagen mit vier schweren Maschinengewehren wz. 08 in seitlichen Kasematten ausgerüstet. Nachdem der Wagen 1930 modernisiert worden war, entfielen die Kasematten und stattdessen wurden Schießscharten eingebaut. 3750 Schuss Munition wurden mitgeführt. Die Panzerung bestand aus zwei Schichten von Stahlplatten. Die äußere Schicht war 12 mm, die innere 9 mm dick. Zwischen den beiden Stahlplattenschichten befand sich eine 40 mm dicke Schicht aus Holz. Zugang zum Wagen erlangte man durch Türen an den Stirnseiten des Wagens. Die Besatzung bestand aus 32 Sturmsoldaten und acht Soldaten für den Wagen.
Ebenfalls 1930 wurde der Sturmwagen mit einem Langstrecken-Mittelwellenradiosender RKD/P sowie einem Stromgenerator und einer 24-V-Batteriebank ausgerüstet. Das Funkgerät hatte eine Reichweite von 50 – 80 km. Um eine solche Reichweite erzielen zu können, wurde auf dem Wagendach eine umlaufende Rahmenantenne montiert.

### Abstoßwagen

#### 1930 – 1939
An beiden Enden des Zuges befanden sich jeweils ein zweiachsiger Flachwagen, welche als Abstoßwagen dienten. Sie dienten dazu, den Panzerzug vor Minen oder Entgleisung zu schützen und Gefahren vor den wichtigen Wagen zu beseitigen. Zusätzlich dienten sie zum Transport von Material wie Schienen, Bahnschwellen, Fahrrädern oder sonstigem Material. Die Flachwagen waren vom Typ Pdks VIII C mit einem Eigengewicht von 10 t und einer Länge von 17,5 m.

## Einsatz

### Polnisch-Sowjetischer Krieg
Nachdem der Zug Ende April 1920 erbeutet und repariert worden war, lief der Breitspurzug vorerst unter dem Namen Panzerzug Strzelec Kresowy (deutsch: Grenzlandschütze). Unterstellt wurde der Panzerzug der 13. Grenzland-Infanteriedivision. Um den Panzerzug eindeutig als polnischen Panzerzug identifizieren zu können, schrieb man an die Seiten der Wagen und der Lokomotive in großen Buchstaben Strzelec Kresowy 13 Dywizji Piechoty (deutsch: Grenzlandschütze der 13. Infanteriedivision). Ende Mai 1920 wurde der Panzerzug bei Kiew eingesetzt und unterstützte hier die Truppen der polnischen 2. und 3. Armee bei der Verteidigung gegen anrückende sowjetische Truppen. Am 29. Mai verteidigte der Panzerzug den Bahnhof von Pohrebyschtsche und half der polnischen 25. Infanteriebrigade gegen Angriffe von den Flanken.
Da die sowjetischen Truppen immer weiter vorrückten, musste der Panzerzug oftmals bei Rückzugskämpfen eingesetzt werden. Hierbei fuhr er auf der Breitspurstrecke von Kiew über Malyn und Korosten nach Sarny. Dabei nahm er bei der Schlacht bei Riwne teil und war eine der letzten Einheiten, die sich nach Sarny zurückzogen. Auf dem weiteren Rückzug musste mehrere kaputte Gleise repariert werden. Weiterhin musste der Panzerzug Strzelec Kresowy bei der Rettung des entgleisten Panzerzug Podhalanin unterstützen. Nachdem es nicht möglich war die sowjetischen Truppen aufzuhalten, gelangte der Panzerzug über eine spezielle Breitspurstrecke bis nach Dęblin.
Im Juli 1920 wurde der Panzerzug generalüberholt und repariert. Zu Ehren von Marschall Józef Piłsudski nannte man ihn in Panzerzug Pierwszy Marszałek (deutsch: Erster Marschall) um. Oftmals wurde der Name auch I Marszałek oder Marszałek abgekürzt. Da der Panzerzug nun auf der Normalspur fahren sollte, wurde die Dampflokomotive ausgetauscht. Nachdem die Reparaturen und Anpassungen abgeschlossen worden waren, waren auch die ehemaligen Breitspurwagen an die Normalspur angepasst. Am 16. August war der Panzerzug einsatzbereit und wurde wieder an der Front eingesetzt. Hierbei nahm er der Schlacht bei Warschau teil und agierte dort bei einem Gegenangriff am Fluss Wieprz. Er sicherte auch das polnische 1. Schützenregiment, als dieses per Bahn aus Richtung Kock nach Sokołów Podlaski transportiert wurde. Weiterhin übernahm er die Sicherung von Eisenbahnarbeitern, die beschädigte Gleise reparierten. Im September 1920 erhielt der Panzerzug Pierwszy Marszałek die Nummer 21 und wurde als regulärer Panzerzug gelistet. Bis zum Ende des Krieges verblieb der Panzerzug in Litauen.

### Zwischenkriegszeit
Nach dem Ende des Krieges wurde der Panzerzug mit den elf modernsten Panzerzügen weiter eingesetzt. Im Jahr 1923 erhielt er die Nummer 3. Im Winter von 1923 auf 1924 wurde er mit nahezu allen anderen Panzerzügen demobilisiert und eingelagert. Im Frühjahr erhielt er die Nummer 9 und wurde auf dem Papier, zusammen mit dem Panzerzug Bartosz Głowacki, der 5. Panzerzugdivision in Krakau zugeordnet. Wäre es zu dieser Zeit zu einer Mobilisierung gekommen, wären dem Panzerzug ein Artilleriewagen mit zwei Geschütztürmen (Seriennummer 460 023) und einer mit einem Geschützturm (Seriennummer 430 023) zugeordnet worden. Weiterhin hätte er eine Dampflokomotive der Baureihe Bayerische D XII (Seriennummer 73.86) erhalten. Ein Sturmwagen wurde diesem Panzerzug nicht zugeteilt.
Während der endgültigen Umstrukturierung im Jahr 1928 wurde der Panzerzug der 2. Panzerzugdivision in Niepołomice zugeteilt. Dabei wurden ihm die von Anfang an genutzten beiden Artilleriewagen und die Panzerzuglokomotive Ti3-2 wieder zugeteilt. Als neues Element erhielt nun auch der Panzerzug Pierwszy Marszałek einen ehemaligen österreich-ungarischen Sturmwagen, welcher vorher beim Panzerzug Stefan Czarniecki eingesetzt wurde.
Am 23. August 1939 wurde der Panzerzug Pierwszy Marszałek, welcher nur noch unter der Nummer 51 lief, mobilisiert und drei Tage später nach Skawina geschickt. Dort kam er am 27. August an und wurde der Armee Krakau unterstellt.

### Zweiter Weltkrieg

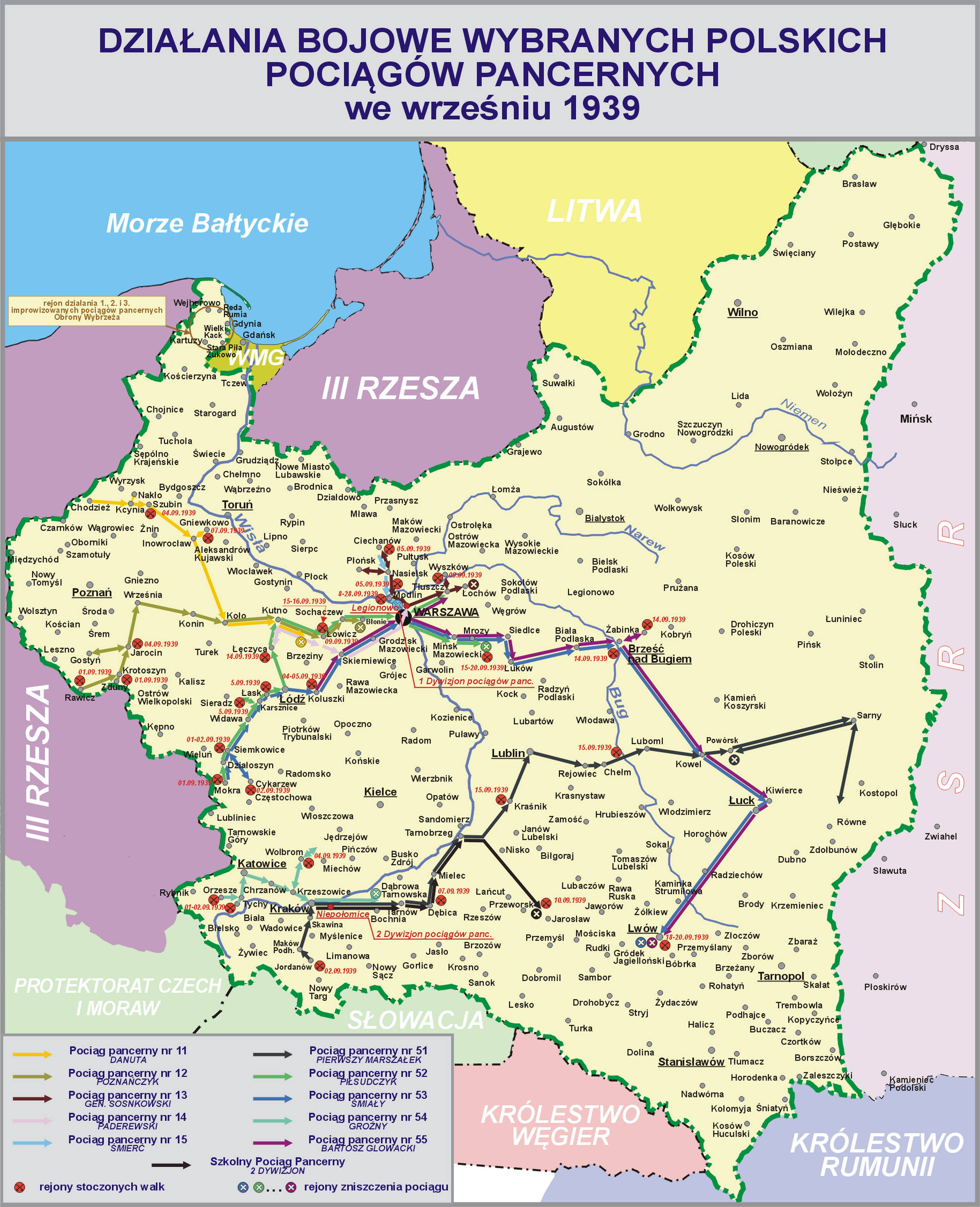
Kampfhandlungen ausgewählter polnischer Panzerzüge im September 1939

Als die Wehrmacht am 1. September 1939 in Polen einmarschierte, befand sich der Panzerzug immer noch am Bahnhof Skawina südlich von Krakau. Umgehend wurde er in Marsch gesetzt und unterstützte die polnische 1. Gebirgsbrigade bei Kämpfen in den Beskiden mit Artilleriefeuer. Nachmittags wurden durch den Panzerzug deutsche Truppen bei Jordanów am Spytkowska-Pass und auf dem Obidowa-Kamm unter Feuer genommen. Am nächsten Tag verblieb der Panzerzug am Bahnhof von Jordanów und wurde am frühen Morgen von deutscher Artillerie beschossen. Dabei wurde der Zugkommandant Hauptmann Leon Cymborski verwundet. Er übergab das Kommando an seinen Stellvertreter Hauptmann Zdzisław Rokossowski, da er selber in ein nahegelegenes Krankenhaus verlegen musste. Während der nächsten Stunden nahm der Panzerzug mehrere Einheiten der deutschen 2. Panzerdivision unter Beschuss.
Während der folgenden Tage kam es zu keinen direkten Kämpfen des Panzerzuges, lediglich der Draisinenzug führte Aufklärungseinsätze durch. Am 8. September fuhr der Panzerzug von Tarnów nach Mielec. Hier traf er erneut auf Einheiten der deutschen 2. Panzerdivision und beschädigte dabei einen deutschen Panzerwagen. Der weitere Verlauf der Strecke nach Rozwadów wurde durch verlassene oder zerstörte Evakuierungszüge blockiert und die Besatzung musste einen Tag lang die Wagen mithilfe eines Krans von den Gleisen heben. Am 10. September erreichte der Panzerzug dann den bereits zerstörten Eisenbahnknotenpunkt Rozwadów und verblieb dort die nächsten Tage. Am 11. September fanden Soldaten des Panzerzuges in Stalowa Wola eine verlassene 40-mm-Flugabwehrkanone wz. 36 (Bofors) und verstärkten mit dieser die Luftabwehr des Zuges.
Am 13. September fuhr der Panzerzug über eine Brücke über den Fluss San. Am nächsten Tag kam es zu einem heftigen Luftangriff, jedoch ohne nennenswerte Schäden. Am nächsten Tag war der Panzerzug nördlich von Gmina Zaklików unterwegs und deckte den Rückzug von polnischen Truppen. Diese hatten den Vormarsch der deutschen 4. Infanteriedivision verzögert und zusammen mit dem Panzerzug gelang es bis zum 15. September die Abschneidung zum polnischen 94. Infanterieregiment zu verhindern.
Als am 17. September sowjetische Truppen in Polen einmarschierten, wurde der Panzerzug zur Erkundung von Sarny nach Gmina Rokitno geschickt. Nach erfolgreicher Rückkehr nach Sarny kam es zu einem Luftangriff von sowjetischen Flugzeugen, wobei eines vom Panzerzug abgeschossen werden konnte. Am nächsten Morgen traf der Panzerzug mit einer sowjetischen motorisierten Kolonne aus Richtung Riwne zusammen. Im darauf entbrennenden Kampf zerstörte er vier Panzerwagen vom Typ BA-6, drei Artilleriezugmaschinen und mehrere Lastkraftwagen. Danach patrouillierte der Panzerzug in der Gegen von Sarny.
Am 20. September unterstützte der Panzerzug polnische Soldaten des Grenzschutzkorps vom Bahnhof Niemowice aus. Am nächsten Tag deckte er den Rückzug polnischer Truppen aus diesem Bereich. Am 22. September kam es erneut zu einem sowjetischen Luftangriff. Dabei wurde der Panzerzug jedoch beschädigt und konnte nicht mehr weiter fahren. Aufgrund dessen entschied der Kommandant, den Panzerzug aufzugeben und zu verlassen. Die Besatzung schloss sich der Armeegruppe Polesie an, welche als letzte polnische Einheit am 6. Oktober 1939 bei der Schlacht bei Kock kapitulierte.

## Verbleib
Nachdem der Panzerzug 51 aufgegeben worden war, erbeuteten ihn sowjetische Truppen. Nach einigen Reparaturen wurde er Bronepoyezd 77 (deutsch: Panzerzug 77) der 10. NKWD-Division unterstellt und kam in den besetzten Gebieten als Sicherungszug zum Einsatz. Bis Juli 1941 blieb er im sowjetischen Dienst. Als die Wehrmacht in die Sowjetunion einmarschierte, wurde der Panzerzug am 7. Juli 1941 aufgrund von aufgebrauchter Munition aufgegeben und teilweise gesprengt.
Die Schäden waren jedoch nicht allzu gravierend und nach wenigen Monaten war der Panzerzug von der Wehrmacht repariert worden und im Dezember 1941 wieder in Dienst gestellt. Zusammen mit weiteren Fahrzeugen bildete die Wehrmacht den Panzerzug 10, welcher aus den zwei unabhängigen Teilzügen (10a und 10b) bestand. Die Teile des Panzerzug 51 liefen im Panzerzug 10b. Am 31. Juli 1943 wurde der Panzerzug 10b in Panzerzug 11 umbenannt und während der Rückzugskämpfe von der Wehrmacht eingesetzt. Am 13. Januar 1945 wurde der Zug das letzte Mal in der Nähe von Chęciny bei Kielce aufgegeben.

## Zugpersonal

### 1920–1921

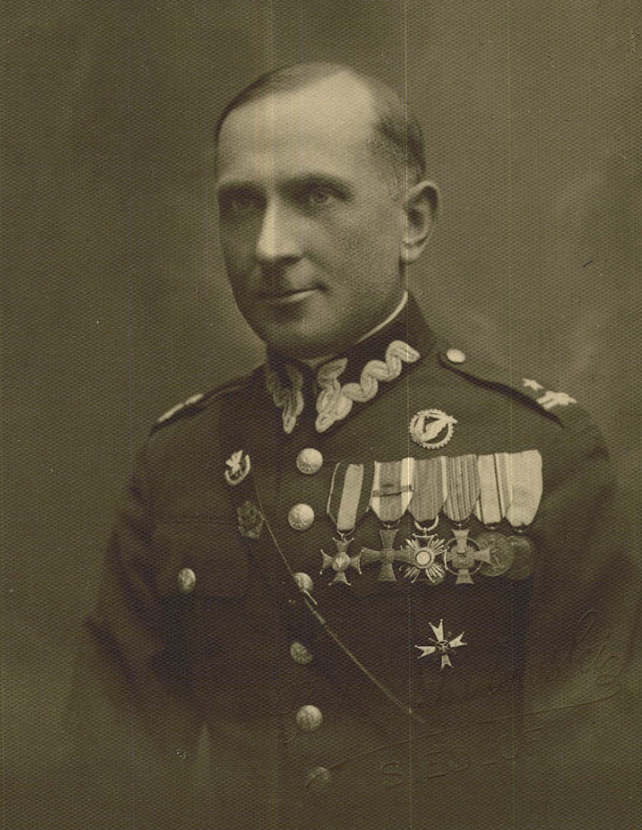
Zugkommandant Bolesław Babecki

Im Jahr 1920 bestand die Besatzung aus teilen der 13. Grenzland-Infanteriedivision und der Besatzung des Panzerzug Zagończyk, welcher als Normalspurzug im Osten nutzlos war.
- Zugkommandant Leutnant Bolesław Babecki[10]
- Leutnant der Infanterie Mieczysław Araszkiewicz[11]
- Leutnant der Infanterie Leopold Czerwiowski
- Leutnant der Artillerie Paweł Hoffmann[12]
- Leutnant der Artillerie Stanisław II Machowski[13]
- Oberfeldwebel Józef Urbas[14]
- Feldwebel Adam Gajda[12]
- Feldwebel Władysław Wudarski[15]
- Zugunteroffizier Kazimierz Pęczkowski[16]
- Unteroffizier Mieczysław Klimek[17]
- Unteroffizier Stanisław Saganiak[15]
- Gefreiter Feliks Bielski[11]
- Gefreiter Jan Jagiełło[17]
- Gefreiter Józef Kaczmarek[13]
- Gefreiter Antoni Romatowski[15]
- Soldat Wincenty Józefowicz[17]
- Soldat Stefan Krawiecki[13]
- Soldat Władysław Piotrowski[16]
- Soldat Stefan Sobczak[15]

### 1937–1939

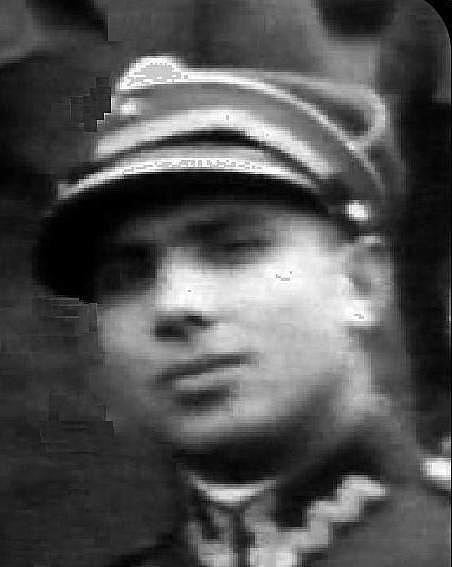
Funkoffizier Kazimierz Pfaffenhoffen-Chłędowski

- Zugkommandant Hauptmann Leon Cymborski[4]
- stellvertretender Zugkommandant Hauptmann Zdzisław Rokossowski[4]
- Funkoffizier Leutnant Kazimierz Pfaffenhoffen-Chłędowski

## Zugzusammensetzung

### 1920 – 1923
- 2 Artilleriewagen Typ Krasnoje Sormowo[5]
- 1 Panzerzuglokomotive Baureihe OW (bis Juli 1920)
- 1 Panzerzuglokomotive Ti3-2 (ab Juli 1920)[3]

### 1925 – 1928
Die folgende Auflistung wurde nur auf dem Papier getroffen und wurde nicht aktiv umgesetzt.
- 1 Artilleriewagen (Seriennummer: 430 023)
- 1 Artilleriewagen (Seriennummer: 460 023)
- 1 Panzerzuglokomotive 73.86

### 1930 – 1939
- 1 Abstoßwagen[7]
- 1 Artilleriewagen Typ Krasnoje Sormowo[5]
- 1 Sturmwagen (Seriennummer: 627 950)[6]
- 1 Panzerzuglokomotive Ti3-2[3]
- 1 Artilleriewagen Typ Krasnoje Sormowo[5]
- 1 Abstoßwagen[7]

### 1939
Die folgende Auflistung zeigt die Wagenreihung von vorne nach hinten.
- 1 Abstoßwagen[7]
- 1 Artilleriewagen Typ Krasnoje Sormowo[5]
- 1 Panzerzuglokomotive Ti3-2[3]
- 1 Sturmwagen (Seriennummer: 393 088)
- 1 Artilleriewagen Typ Krasnoje Sormowo[5]
- 1 Abstoßwagen[7]

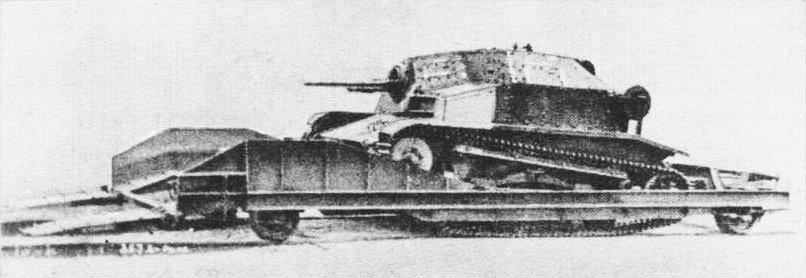
TK-3 auf Schienenfahrgestell

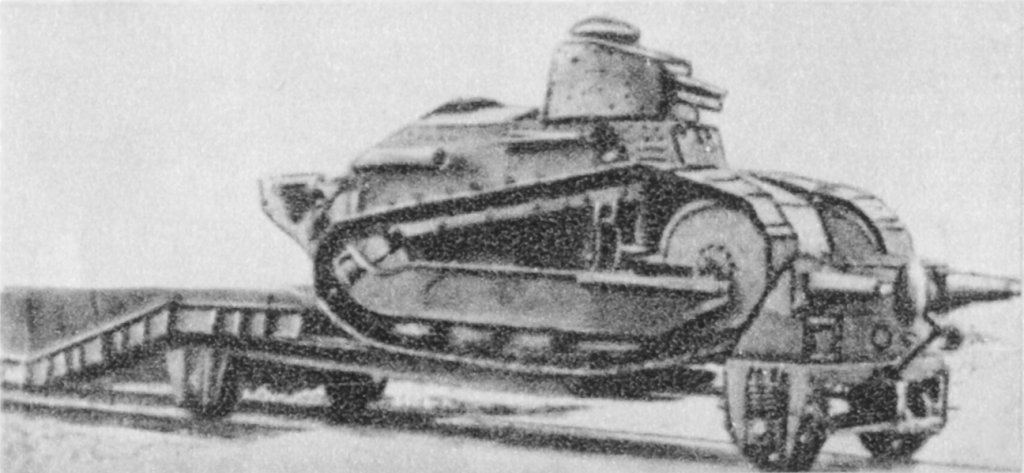
Panzer FT-17 auf Schienenfahrgestell

Zusätzlich verfügte der Panzerzug über
- 1 Draisinenzug, ausgerüstet mit zwei Panzern vom Typ Renault FT und vier Tanketten vom Typ TK-3 auf speziellen Schienenfahrgestellen
- 1 ungepanzerter Hilfszug, bestehend aus 27 Wagen:[18]
  - 1 Lokomotive mit Tender
  - 12 Personenwagen
  - 1 Bürowagen
  - 2 Munitionswagen
  - 1 Brennstoffwagen
  - 1 Vorratswagen
  - 1 Sanitätswagen
  - 1 Küchenwagen
  - 1 Werkstattwagen
  - 1 offener Kohlewagen
  - 1 Wassertankwagen
  - 5 Flachwagen